# 尊室
尊室（そんしつ、トン・タット, ベトナム語: Tôn Thất／尊室）は、ベトナム人の複姓の一つ。
尊室氏の一族は阮朝皇室の傍系であったが、阮朝第2代皇帝の明命帝は鄭懐徳や黎質らの進言を容れて、阮淦から定王阮福淳までの代に分枝した傍系の阮氏の姓を「尊室」に改めさせた。

## 著名な人物
- 尊室協（トン・タット・ヒエップ）（中国語版） - 本名は阮福淳。賢主阮福瀕（中国語版）の四男[3]。鄭柞と戦った。死後に定王阮福淳の避諱も兼ねて、名を尊室協と改められた。
- 尊室説（トン・タット・トゥイエット） - 阮朝の官僚。勤王運動を開始した。
- 尊室談（トン・タット・ダム）（中国語版） - 尊室説の長男。勤王運動に参加した。
- 尊室詥（トン・タット・ティエップ）（中国語版） - 尊室説の次男。勤王運動に参加した。
- 尊室鉿（トン・タット・カップ）（中国語版） - 嗣徳期の官僚。
- 尊室訢（トン・タット・ハン）（中国語版） - 保大期の官僚。
- トン・タット・トゥン（ベトナム語版）（尊室松） - 医学者。
- トン・タット・バイック（ベトナム語版）（尊室柏） - 医学者でトン・タット・トゥンの息子。
- トン・タット・ティエット（英語版）（尊室節） - 作曲家。
- トン・タット・アン（尊室安） - 作曲家でトン・タット・ティエットの息子。
- トン・タット・ラップ（中国語版）（尊室立） - 作曲家。
- トン・タット・ダオ（中国語版）（尊室濤） - 画家。
- トン・タット・ディン（英語版）（尊室訂） - ベトナム共和国の軍人。